# Pavetta rigida
Pavetta rigida är en måreväxtart som beskrevs av William Philip Hiern. Pavetta rigida ingår i släktet Pavetta och familjen måreväxter. Inga underarter finns listade i Catalogue of Life.